# Renè Baur
Renè Baur (San Candido, 19 gennaio 1985) è un preparatore atletico, allenatore di hockey su ghiaccio ed ex hockeista su ghiaccio italiano, che giocava nel ruolo di portiere.

## Carriera
Baur ha sempre giocato nei campionati italiani di hockey su ghiaccio. In massima serie ha vestito la maglia di HC Val Pusteria, SHC Fassa e SG Cortina, mentre in seconda serie quelle di Vipiteno Broncos e HC Merano.
Ha vestito la maglia della nazionale azzurra sia a livello giovanile che con quella maggiore, con cui ha disputato, da terzo portiere, tre edizioni dei mondiali ed i giochi olimpici di Torino 2006.
Dal 2014 è divenuto preparatore atletico a tempo pieno. A livello di club ha lavorato per il Cortina nel 2014-2015, e per l'HC Davos dal 2015 al 2018; è stato inoltre preparatore atletico della nazionale italiana.
Nel maggio del 2018 è divenuto preparatore atletico ed allenatore dei portieri dell'Hockey Club Val Pusteria.

## Palmarès

### Club
- Coppa Italia: 1

Cortina: 2011-2012

### Nazionale
- Campionato del mondo di hockey su ghiaccio - Prima Divisione: 1

2005